# جمال القراء (كتاب)
جمال القراء هو كتاب لمؤلفه علم الدين علي بن محمد السخاوي، أحد مصنفات علوم القرآن، ويظهر أهميته في تعلقه بالقرآن الكريم، وقد قسمه مؤلفه إلى سبعة علوم، وهي: نثر الدرر في ذكر الآيات والسور، الإفصاح الموجِز في إيضاح المعجِز، منازل الإجلال والتعظيم في فضائل القرآن العظيم، تجزئة القرآن، أقوى العدد في معرفة العدد، ذكر الشواذ، الطود الراسخ في المنسوخ والناسخ.
وانتفع بكتابه جماعة من علماء علوم القرآن ومنهم: أبو شامة، حيث نقل عنه في مواطن عديدة، وأكثر السيوطي في الإتقان في علوم القرآن من النقل عنه، كما في المكي والمدني، والحضري والسفري، والنهاري والليلي، وغيره.

## سبب تأليفه
ذكر سبب تأليفه في مقدمة كتابه حيث قال: «هذا وإنّ أجلّ ما بأيدي هذه الأمة كتاب ربّها الناطق بمصالح دينها ودنياها، الواصف لها مراشد أولاها وعقباها، وإنّ أشرف العلوم ما كان منه بسبيل، وأجلّ الرسوم فنونه الذي  هي أعلى الدرجات في التقديم والتفضيل، وفي هذا الكتاب من علومه ما يشرح الألباب ويفرح الطلاب،
وينيلهم المنى ويفيدهم الغنى، ويريحهم من العناء، ويمنحهم ما دعت اليه الحاجة لهم بأيسر الاعتناء، فهو كاسمه جمال القراء وكمال الإقراء».

## مواضيع الكتاب
قسم كتابه إلى سبعة علوم، كل علم بمثابة موضوع مستقل بذاته، ويغلب عليه قلة التقسيمات والتفصيلات في المسائل، وهذه العلوم هي:
1. نثر الدرر في ذكر الآيات والسور.
2. الإفصاح الموجِز في إيضاح المعجِز.
3. منازل الإجلال والتعظيم في فضائل القرآن العظيم.
4. تجزئة القرآن.
5. أقوى العدد في معرفة العدد.
6. ذكر الشواذ.
7. الطود الراسخ في المنسوخ والناسخ.[4]